# Municipio de Blooming Grove (Indiana)
El municipio de Blooming Grove (en inglés: Blooming Grove Township) es un municipio ubicado en el condado de Franklin en el estado estadounidense de Indiana. En el año 2010 tenía una población de 1154 habitantes y una densidad poblacional de 20,69 personas por km².

## Geografía
El municipio de Blooming Grove se encuentra ubicado en las coordenadas 39°30′2″N 85°4′50″O / 39.50056, -85.08056. Según la Oficina del Censo de los Estados Unidos, el municipio tiene una superficie total de 55.77 km², de la cual 55,65 km² corresponden a tierra firme y (0,21 %) 0,12 km² es agua.

## Demografía
Según el censo de 2010, había 1154 personas residiendo en el municipio de Blooming Grove. La densidad de población era de 20,69 hab./km². De los 1154 habitantes, el municipio de Blooming Grove estaba compuesto por el 98,87 % blancos, el 0,43 % eran afroamericanos, el 0,17 % eran amerindios y el 0,52 % eran de una mezcla de razas. Del total de la población el 0,26 % eran hispanos o latinos de cualquier raza.